# Complejo de Vaska
El complejo de Vaska es el nombre trivial del compuesto químico trans-carbonilclorobis(trifenilfosfina)iridio(I), que tiene la fórmula IrCl(CO)[P(C6H5)3]2. 
Se trata de un complejo organometálico diamagnético compuesto por un átomo central de iridio unido a dos ligandos trifenilfosfina mutuamente trans, monóxido de carbono y un ion cloruro. 
El complejo fue descrito por primera vez por J. W. DiLuzio y Lauri Vaska en 1961. El complejo de Vaska puede sufrir una adición oxidativa y destaca por su capacidad para unirse al O2 de forma reversible. Es un sólido cristalino de color amarillo brillante.

## Preparación
La síntesis consiste en calentar prácticamente cualquier sal de cloruro de iridio con trifenilfosfina y una fuente de monóxido de carbono. El método más popular utiliza dimetilformamida (DMF) como disolvente y, a veces, se añade anilina para acelerar la reacción. Otro disolvente común es el 2-metoxietanol. La reacción suele llevarse a cabo bajo nitrógeno.
En la síntesis, la trifenilfosfina sirve tanto de ligando como de reductor y el ligando carbonilo se deriva por descomposición de la dimetilformamida, probablemente a través de una desinserción de una especie intermedia Ir-C(O)H. A continuación se muestra una posible ecuación equilibrada para esta complicada reacción.
IrCl3(H2O)3 + 3 P(C6H5)3 + HCON(CH3)2 + C6H5NH2 → IrCl(CO)[P(C6H5)3]2 + [(CH3)2NH2]Cl + OP(C6H5)3 + [C6H5NH3]Cl + 2 H2O
Las fuentes típicas de iridio utilizadas en esta preparación son IrCl3·xH2O y H2IrCl6.

## Reacciones
Los estudios sobre el complejo de Vaska ayudaron a proporcionar el marco conceptual para la catálisis homogénea. El complejo de Vaska, con 16 electrones de valencia, se considera "coordinativamente insaturado" y, por lo tanto, puede unirse a un ligando de dos electrones o dos de un electrón para saturarse electrónicamente con 18 electrones de valencia. La adición de dos ligandos de un electrón se denomina adición oxidativa.
Tras la adición oxidativa, el estado de oxidación del iridio aumenta de Ir(I) a Ir(III). La disposición planar cuadrada de cuatro coordenadas en el complejo inicial se convierte en un producto octaédrico de seis coordenadas. El complejo de Vaska se somete a una adición oxidativa con oxidantes convencionales como los halógenos, ácidos fuertes como el HCl y otras moléculas conocidas por reaccionar como electrófilos, como el yodometano (CH3I).
El complejo de Vaska se une al O2 de forma reversible:
IrCl(CO)[P(C6H5)3]2 + O2 ⇌ IrCl(CO)[P(C6H5)3]2O2
El ligando de dioxígeno está unido a Ir por ambos átomos de oxígeno, lo que se denomina enlace lateral. En la mioglobina y la hemoglobina, por el contrario, el O2 se une al metal a través de uno de los dos átomos de oxígeno. El aducto de dioxígeno resultante vuelve al complejo original al calentar o purgar la solución con un gas inerte, señalado por un cambio de color de naranja a amarillo.

## Espectroscopia
La espectroscopia infrarroja se puede utilizar para analizar los productos de la adición oxidativa al complejo de Vaska porque las reacciones inducen cambios característicos de la frecuencia de estiramiento del monóxido de carbono coordinado. Estos cambios dependen de la cantidad de enlaces π-back permitidos por los ligandos recién asociados. Las frecuencias de estiramiento de CO para el complejo de Vaska y los ligandos añadidos oxidativamente se han documentado en la literatura.
- Complejo de Vaska: 1967 cm-1
- Complejo de Vaska + O2 : 2015 cm-1
- Complejo de Vaska + MeI: 2047 cm-1
- Complejo de Vaska + I2 : 2067 cm-1

La adición oxidativa para dar productos de Ir(III) reduce el enlace π de Ir a C, lo que provoca el aumento en la frecuencia de la banda de estiramiento del carbonilo. El cambio de frecuencia de estiramiento depende de los ligandos que se hayan agregado, pero la frecuencia siempre es mayor que 2000 cm−1 para un complejo Ir(III).

## Historia
La primera mención de IrCl(CO)(PPh3)2 es de Vaska y DiLuzio. El IrBr(CO)(PPh3)2 estrechamente relacionado fue descrito en 1959 por Maria Angoletta, quien preparó el complejo tratando IrBr(CO)2(p-toluidina) con PPh3 en solución de acetona. En 1957, Linda Vallerino ya había descrito el RhCl(CO)(PPh3)2.